# Bioenergia

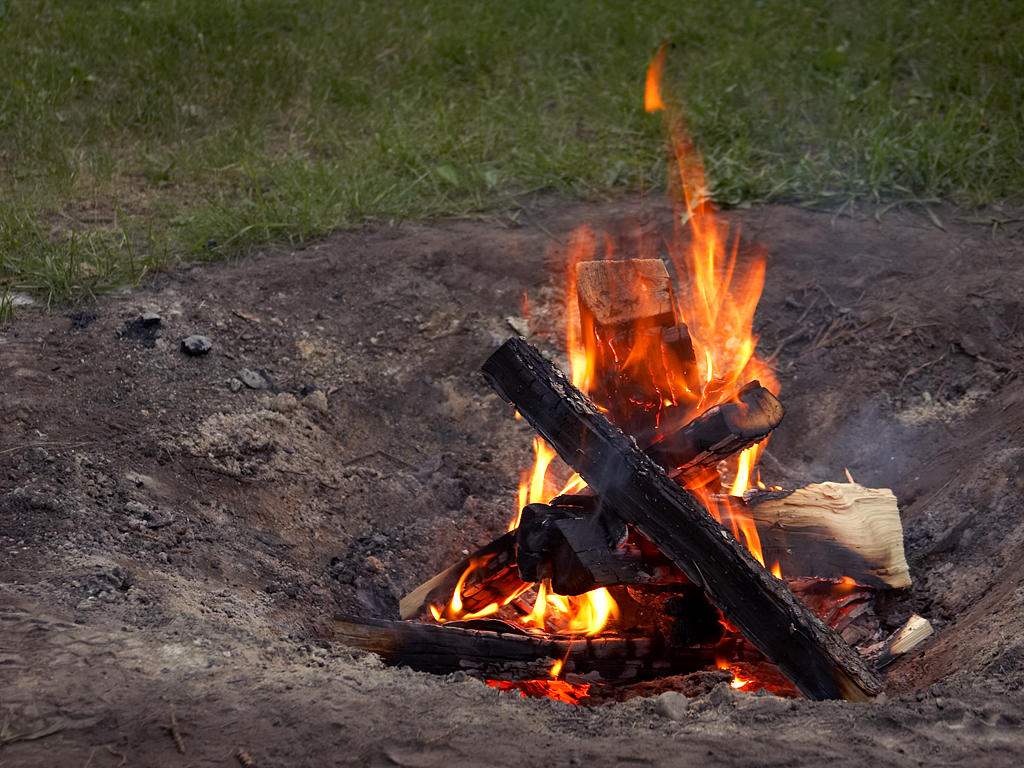
Proste wykorzystanie paliwa z biomasy (spalanie kłód drewna w celu uzyskania ciepła)

Bioenergia to energia wytwarzana z biomasy lub biopaliwa. Biomasa to każdy materiał organiczny, który pochłonął światło słoneczne i zmagazynował je w postaci energii chemicznej. Przykładami są drewno, uprawy energetyczne i odpady z lasów lub gospodarstw rolnych. Ponieważ technicznie biomasa może być bezpośrednio wykorzystywana jako paliwo (np. kłody drewna), niektórzy używają zamiennie terminów biomasa i biopaliwo. Najczęściej słowo biomasa oznacza po prostu biologiczny surowiec, z którego wykonane jest paliwo. Słowo biopaliwo jest zwykle zarezerwowane dla paliw płynnych lub gazowych, używanych do transportu. Amerykańska Agencja Informacji Energetycznej (EIA) stosuje tę praktykę nazewnictwa.
IPCC (Międzyrządowy Zespół ds. Zmian Klimatu) definiuje bioenergię jako odnawialną formę energii. Naukowcy kwestionują koncepcję, że wykorzystanie biomasy leśnej do celów energetycznych jest neutralne pod względem emisji dwutlenku węgla.

## Biomasa
Drewno i odpady drzewne to obecnie największe źródło energii z biomasy. Drewno może być wykorzystywane jako paliwo bezpośrednio lub przetwarzane na pellet lub inne formy paliwa. Paliwem mogą być również inne rośliny, np. kukurydza, proso rózgowe, miskant i bambus. Głównymi surowcami odpadowymi są odpady drzewne, odpady rolnicze, komunalne odpady stałe oraz odpady produkcyjne. Udoskonalenie surowej biomasy do paliw wyższej jakości można osiągnąć różnymi metodami, ogólnie klasyfikowanymi jako termiczne, chemiczne lub biochemiczne.

## Biopaliwa
W zależności od źródła biomasy biopaliwa dzieli się na dwie główne kategorie:
Biopaliwa pierwszej generacji są wytwarzane ze surowców spożywczych uprawianych na gruntach ornych, takich jak trzcina cukrowa i kukurydza. Cukry obecne w tej biomasie są fermentowane w celu wytworzenia bioetanolu, paliwa alkoholowego, które służy jako dodatek do benzyny, lub w ogniwie paliwowym do produkcji energii elektrycznej. Bioetanol powstaje w wyniku fermentacji, głównie z węglowodanów wytwarzanych w uprawach cukru lub skrobi, takich jak kukurydza, trzcina cukrowa lub słodkie sorgo. Bioetanol jest szeroko stosowany w Stanach Zjednoczonych i Brazylii. Biodiesel jest produkowany z olejów, pochodzących na przykład z rzepaku lub buraków cukrowych i jest najpopularniejszym biopaliwem w Europie.
Biopaliwa drugiej generacji wykorzystują niespożywcze źródła biomasy, takie jak wieloletnie rośliny energetyczne i pozostałości/odpady rolnicze. Surowce wykorzystywane do produkcji paliw albo rosną na gruntach ornych, ale są produktami ubocznymi głównej uprawy, albo są uprawiane na gruntach marginalnych. Odpady z przemysłu, rolnictwa, leśnictwa i gospodarstw domowych mogą być również wykorzystywane do produkcji biopaliw drugiej generacji, wykorzystując np. fermentację beztlenową do produkcji biogazu, zgazowanie do produkcji gazu syntezowego lub bezpośrednie spalanie. Biomasa celulozowa, pochodząca ze źródeł niespożywczych, takich jak drzewa i trawy, jest przystosowywana jako surowiec do produkcji etanolu, a biodiesel można wytwarzać z resztek produktów spożywczych, takich jak oleje roślinne i tłuszcze zwierzęce.

## Neutralność węglowa biomasy leśnej

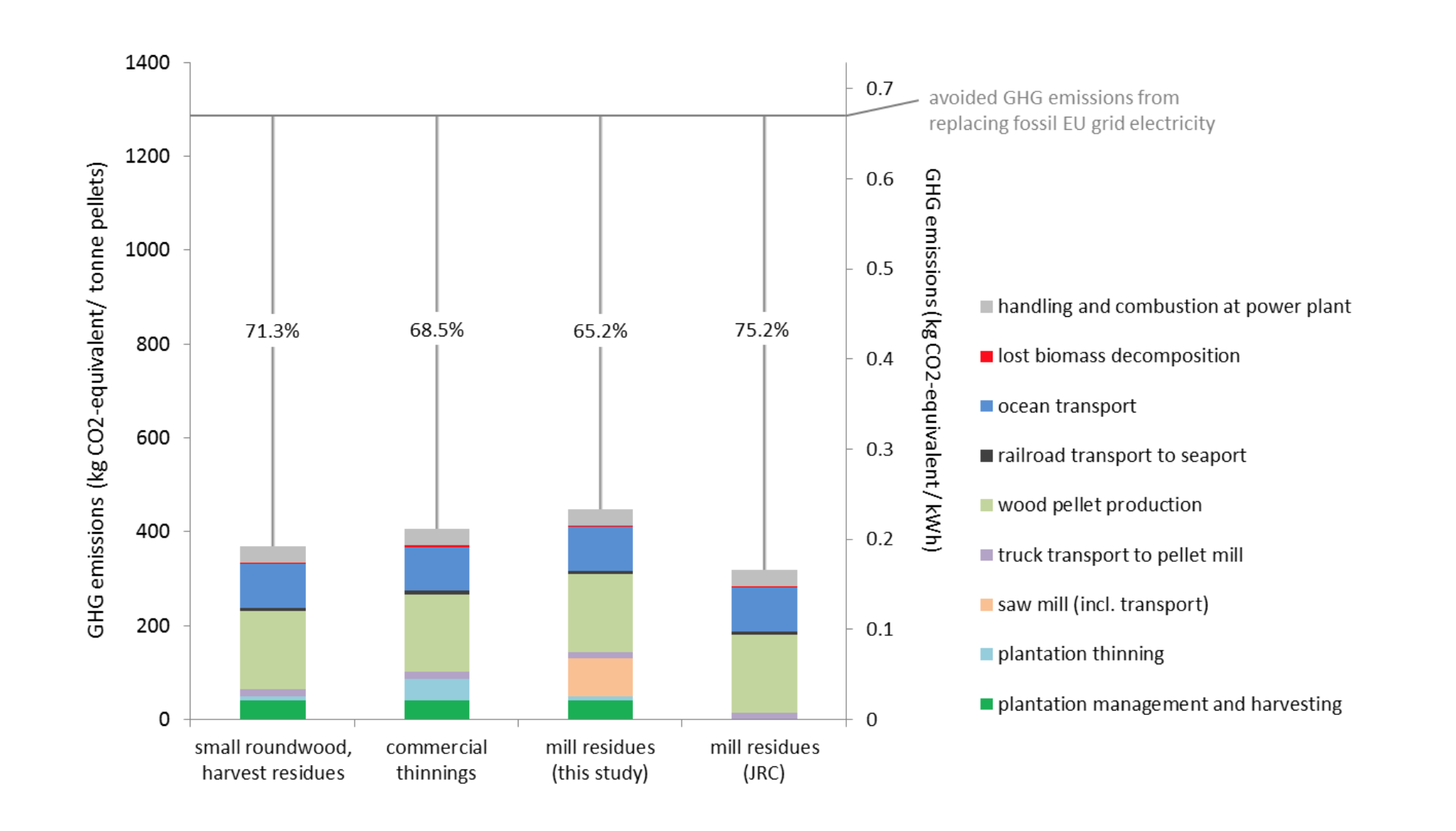
Emisje gazów cieplarnianych z produkcji i transportu peletu drzewnego (Hanssen i in. 2017)

IEA definiuje neutralność węglową i ujemną emisję dwutlenku węgla w następujący sposób: „Neutralność węglowa lub „zero netto” oznacza, że każdy CO2 uwolniony do atmosfery w wyniku działalności człowieka jest bilansowany przez usunięcie równoważnej ilości. Stawanie się negatywnym pod względem emisji dwutlenku węgla wymaga, aby firma, sektor lub kraj usuwały z atmosfery więcej CO2 niż emituje. Rzeczywista emisyjność biomasy różni się w zależności od technik produkcji i długości transportu. Według UE typowe oszczędności emisji gazów cieplarnianych przy zastępowaniu paliw kopalnych peletami drzewnymi z odpadów leśnych wynoszą 77%, gdy odległość transportu wynosi od 0 do 500 km, a także 77%, gdy odległość transportu wynosi od 500 do 2500 km, 75% gdy odległość wynosi od 2500 do 10 000 km, a 69%, gdy odległość przekracza 10 000 km. Gdy stosuje się drewno okrągłe, oszczędności zmieniają się tylko nieznacznie, od 70 do 77%. Gdy wykorzystywane są odpady z przemysłu drzewnego, oszczędności wzrastają do 79–87%.
Podobnie Hanssen i in. twierdzą, że ograniczenie emisji gazów cieplarnianych z pelet drzewnych produkowanych na południowym wschodzie Stanów Zjednoczonych i wysyłanych do UE wynosi od 65 do 75% w porównaniu z paliwami kopalnymi. Szacują, że średnie emisje netto gazów cieplarnianych z pelet drzewnych importowanych z USA i spalanych do celów produkcji energii elektrycznej w UE wynoszą około 0,2 kg ekwiwalentu CO2 na kWh, podczas gdy średnia emisja z mieszanki paliw kopalnych, która jest obecnie spalana na potrzeby energii elektrycznej w UE wynosi 0,67 kg CO2-eq na kWh (patrz wykres po prawej stronie). Emisje z transportu morskiego wynoszą 7% emisji z mieszanki paliw kopalnych na wyprodukowaną kWh (równowartość 93 kg CO2-eq/t vs 1288 kg CO2/t).
IEA Bioenergy szacuje, że w scenariuszu, w którym kanadyjskie pelety drzewne są wykorzystywane do całkowitego zastąpienia węgla w europejskich elektrowniach węglowych, emisje jednostkowe pochodzące z transportu oceanicznego pelet z Vancouver do Rotterdamu byłyby równe około 2% całkowitej emisji związanych z węglem.

### Więcej CO2ze spalania drewna niż ze spalania węgla
Podczas spalania w instalacjach o tej samej wydajności konwersji ciepła na energię elektryczną, suche drewno w piecu emituje nieco mniej CO2 na jednostkę wytworzonego ciepła w porównaniu z suchym węglem. Jednak wiele obiektów spalania biomasy jest stosunkowo małych i nieefektywnych w porównaniu z typowymi, znacznie większymi elektrowniami węglowymi. Ponadto surowa biomasa może mieć wyższą zawartość wilgoci w porównaniu z niektórymi powszechnymi typami węgla. W takim przypadku więcej energii naturalnej drewna należy wydać wyłącznie na odparowanie wilgoci w porównaniu z bardziej suchym węglem, co oznacza, że ilość emitowanego CO2 na jednostkę wytworzonego ciepła będzie wyższa.
Niektóre ośrodki badawcze (np. Chatham House) argumentują zatem, że „[…] wykorzystanie biomasy drzewnej do celów energetycznych spowoduje wyższy poziom emisji niż węgiel […]”.
Ilość uwalnianego «dodatkowego» CO2 zależy od czynników lokalnych. Niektóre ośrodki badawcze szacują stosunkowo niskie dodatkowe emisje. IEA Bioenergy na przykład szacuje 10%. Firma konsultingowa FutureMetrics zajmująca się bioenergią twierdzi, że pelety drzewne o wilgotności 6% emitują o 22% mniej CO2 przy tej samej ilości wyprodukowanego ciepła w porównaniu z węglem subbitumicznym o wilgotności 15%, gdy oba paliwa są spalane w instalacjach o tej samej sprawności konwersji (tutaj 37%). Według Indiana Center for Coal Technology Research, węgiel typu antracyt zawiera zwykle poniżej 15% wilgoci, podczas gdy bitumiczny zawiera 2–15%, subbitumiczny 10–45%, a węgiel brunatny 30–60%. Najpopularniejszym typem węgla w Europie jest węgiel brunatny.
Inne grupy badawcze szacują stosunkowo wysokie dodatkowe emisje. Manomet Center for Conservation Sciences argumentuje na przykład, że w przypadku mniejszych instalacji, z 32% wydajnością konwersji dla węgla i 20–25% dla biomasy, emisje węgla są o 31% mniejsze niż w przypadku zrębków drzewnych. Przyjęta wilgotność dla zrębków wynosi 45%. Nie podano zakładanej wilgotności węgla.
IPCC (Międzyrządowy Zespół ds. Zmian Klimatu) szacuje emisje „dodatkowego CO2” dla biomasy na około 16% więcej w przypadku drewna w porównaniu z węglem.
Czy dodatkowy CO2 z biomasy jest problemem? IPCC argumentuje, że skupianie się na emisjach brutto mija się z celem, liczy się efekt netto emisji i absorpcji razem wziętych: „Szacowanie tylko emisji brutto tworzy zniekształconą reprezentację wpływu człowieka na cykl węglowy w sektorze lądowym. Podczas gdy pozyskiwanie drewna i drewna opałowego oraz zmiana użytkowania gruntów (wylesianie) przyczyniają się do emisji brutto, w celu ilościowego określenia wpływu na atmosferę konieczne jest oszacowanie emisji netto, czyli bilansu emisji brutto i pochłaniania węgla brutto z atmosferę poprzez odrastanie lasów […].
IEA Bioenergy dostarcza podobnego argumentu: „Niewłaściwe jest określanie wpływu wykorzystania biomasy na zmiany klimatu poprzez porównywanie emisji gazów cieplarnianych w punkcie spalania”. Argumentują również, że „[…] niewłaściwie skierowana uwaga na emisje w punkcie spalania zaciera różnicę między węglem kopalnym a biogenicznym i uniemożliwia właściwą ocenę tego, jak zastąpienie paliw kopalnych biomasą wpływa na rozwój stężeń gazów cieplarnianych w atmosferze”. IEA Bioenergy stwierdza, że dodatkowy CO2 z biomasy „[…] jest nieistotny, jeśli biomasa pochodzi z lasów zarządzanych w sposób zrównoważony”.
Czym są lasy zarządzane w sposób zrównoważony? IPCC pisze: „Zrównoważona gospodarka leśna (Sustainable Forest Management – SFM) jest definiowana jako „zarządzanie lasami i gruntami leśnymi oraz ich użytkowanie w sposób i w stopniu, który utrzymuje ich różnorodność biologiczną, produktywność, zdolność do regeneracji, żywotność i potencjał do spełniania, teraz i w przyszłości, odpowiednich funkcji ekologicznych, ekonomicznych i społecznych, na poziomie lokalnym, krajowym i globalnym, i który nie powoduje szkód w innych ekosystemach” [...].Ta definicja zrównoważonej gospodarki leśnej została opracowana przez Konferencję Ministerialną w sprawie Ochrony Lasów w Europie i od tego czasu została przyjęta przez Organizację Narodów Zjednoczonych ds. Wyżywienia i Rolnictwa (FAO)”. Ponadto IPCC pisze: „Zrównoważona gospodarka leśna może zapobiec wylesianiu, utrzymać i wzmocnić pochłaniacze dwutlenku węgla oraz przyczynić się do osiągnięcia celów związanych z redukcją emisji gazów cieplarnianych. Zrównoważona gospodarka leśna generuje korzyści społeczno-ekonomiczne i dostarcza surowce, drewno i biomasę, aby zaspokoić rosnące potrzeby społeczeństwa.” 
W kontekście ograniczania emisji CO2 kluczowym miernikiem zrównoważenia jest wielkość zasobów węgla w lasach. W artykule badawczym opracowanym dla FAO, Reid Miner pisze: „Głównym celem wszystkich programów zrównoważonego zarządzania w lasach produkcyjnych jest osiągnięcie długoterminowej równowagi między pozyskiwaniem a odrastaniem. […] Praktycznym efektem utrzymania równowagi między pozyskiwaniem a odrastaniem jest utrzymywanie długoterminowych zapasów węgla na stabilnym poziomie w zarządzanych lasach”.
Czy zasoby węgla w lasach są stabilne? Globalnie, zasoby węgla w lasach zmniejszyły się o 0,9%, a pokrywa drzewna o 4,2% pomiędzy 1990 a 2020 rokiem, według FAO. IPCC stwierdza, że nie ma zgody co do tego, czy światowe lasy kurczą się czy nie, i cytuje badania wskazujące, że pokrywa drzew wzrosła o 7,1% w latach 1982–2016. IPCC pisze: „Podczas gdy szacuje się, że zasoby węgla w biomasie nadziemnej zmniejszają się w tropikach, rosną one globalnie z powodu zwiększających się zasobów w lasach umiarkowanych i borealnych [...].”

## Dalsza lektura
- GA Mansoori, N Enayati, LB Agyarko (2016), Energia: źródła, wykorzystanie, prawodawstwo, zrównoważony rozwój, Illinois jako stan modelowy, World Sci. Pub. Współ., ISBN 978-981-4704-00-7.
- Badania na styku bioenergii, rolnictwa i bezpieczeństwa żywnościowego przeprowadzone przez Międzynarodowy Instytut Badawczy Polityki Żywnościowej.